# Dactylopopillia virescens
Dactylopopillia virescens är en skalbaggsart som beskrevs av Hope 1831. Dactylopopillia virescens ingår i släktet Dactylopopillia och familjen Rutelidae. Inga underarter finns listade i Catalogue of Life.